# Carl Röchling
Carl Röchling, född 18 oktober 1855 i Saarbrücken, död 6 maj 1920 i Berlin, var en tysk (preussisk) konstnär och illustratör, främst känd för sina historiemålningar av soldater och fältslag från tysk krigshistoria. 